# Vida Gráfica
Vida Gráfica fue una revista ilustrada española publicada en Málaga entre 1925 y 1936.

## Historia
Comenzó a publicarse en 1925, con carácter semanal. Fue fundada por el fotógrafo Juan Arenas Cansino. A lo largo de su existencia destacó por ser una publicación de gran calidad, y acabaría convirtiéndose en una de las más importantes de su tipo en la región andaluza. Su principal rival fue el semanario gráfico La Unión Ilustrada, editado por el diario La Unión Mercantil. Llegó a tener tal éxito en la región que acabaría haciendo ediciones especiales para ciudades como Jerez de la Frontera, Córdoba, etc. En febrero de 1930 hubo un intento de convertirla en una publicación diaria, aunque poco tiempo después volvería a editarse semanalmente. Durante los años de la Segunda República la revista fue muy popular entre el público. Continuaría editándose hasta el comienzo de la Guerra civil.
Entre sus directores, estaban Juan Arenas Cansino, Francisco Ortega Otero, José Ramís de Silva, Tomás Pellicer o Lázaro León.